# 王潔
王 潔（おう けつ、簡体字:王洁、ラテン翻記:Wang Jie、女性、1983年12月4日 - ）は、中華人民共和国のプロビーチバレーボール選手である。新疆ウイグル自治区ウルムチ市出身。北京オリンピック銀メダリスト。

## 選手キャリア
王は2003年にLinjun Jiとのペアで2003年にワールドツアーに参戦したが、デビュー戦であったギリシャ大会の5位が最高順位でベストテン入りが3度という成績に終わり、しばらくツアーから遠のいた。
2006年シーズン当初から田佳とペアを組んでから成績が急上昇し、ツアー優勝4回を遂げた。すなわち2006年のクラーゲンフルト大会とワルシャワ大会、2007年の上海大会と香港大会である。これら4回の優勝に加え準優勝7回を含む、表彰台に上ること15回を数えた。この年のFIVBツアーランキングは5位となった。
2008年に自国開催となった北京オリンピックで、王・田組は決勝まで歩を進め、ミスティ・メイトレーナー・ケリー・ウォルシュ組（米国）に敗れたものの銀メダルの栄誉に浴した。

## スポンサー
- スウォッチ